# Marie-Thérèse Reboul
Marie-Thérèse Reboul, gift Vien, ofte kaldet Madame Vien (født 26. februar 1738 i Paris, død 4. januar 1806 i samme by) var en fransk maler og kobberstikker, gift med Joseph-Marie Vien og mor til Joseph-Marie Vien den yngre.
I 1757 ægtede hun maleren Joseph-Marie Vien, som var 22 år ældre end hende. 1800-tals-kilder anfører, at hun blev oplært som maler af sin husbond, men Joseph-Marie Viens selvbiografi nævner intet derom. Måske var hun elev af Madeleine Françoise Basseporte.
Før sit giftermål vides det, at Reboul stak plader i kobber til værket Sénégal: Coquillages (1757) af den franske naturforsker Michel Adanson samt til Dissertation sur le papyrus (1758) af den franske antikvar grev Anne Claude de Caylus.
I 1757 blev Madame Vien optaget som medlem af Académie royale de peinture et de sculpture, og dermed var hun én ud af kun femten kvinder, som blev fuldbyrdige medlemmer af kunstakademiet i dets 145-årige levetid. Før hende var der gået 37 år, siden en kvinde sidst var blevet medlem (Rosalba Carriera). Madame Viens mand var en prominent person på akademiet, hvilket sikkert har lettet hendes adkomst til institutionen.
I sin samtid blev Madame Vien beskrevet som "a painter of miniatures and gouaches specializing in flowers, butterflies and birds." Blandt hendes værker ses malerier af en høne med kyllinger, en tårnfalk, der slår en mindre ful ihjel, en gylden fasan fra Kina, en rugende due samt en rovfugl, som efterstræber en sommerfugl. Adskillige af hendes værker blev købt af Katharina den Store.